# Anoploderomorpha pubera
Anoploderomorpha pubera là một loài bọ cánh cứng trong họ Cerambycidae.